# Langweid am Lech
Langweid am Lech est une commune allemande de Bavière située dans l'arrondissement d'Augsbourg et le district de Souabe.

## Géographie

Situation de Langweid dans l'arrondissement d'Augsbourg

Langweid am Lech est située entre la Lech à l'est et la Schmutter à l'ouest, à 14 km au nord d'Augsbourg, à la limite avec l'arrondissement d'Aichach-Friedberg. La commune est composée des quatre villages de Langweid, Foret, Stettenhofen et Achsheim.
Communes limitrophes (en commençant par le nord et dans le sens des aiguilles d'une montre) : Biberbach, Meitingen, Todtenweis, Rehling, Gersthofen et Gablingen.

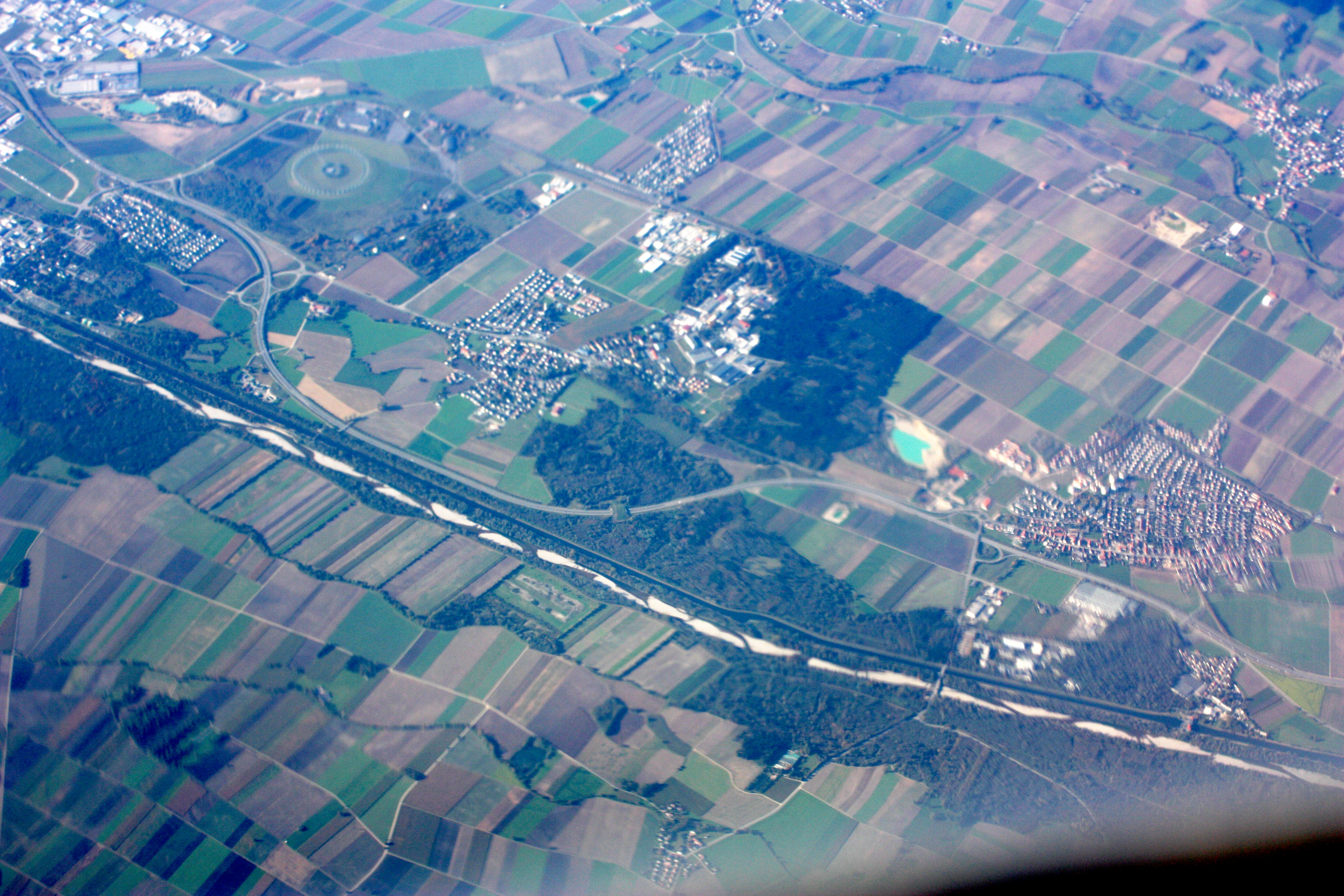
Vue aérienne de Langweid, en haut à gauche, antenne militaire circulaire

## Histoire
Le village est de fondation romaine (Longa Quinta). Au Ier siècle, un établissement militaire y est fondé et des colons romains et celtes s'y installent, le long de la Via Claudia Augusta.
La première mention écrite date de 1143 sous le nom de Lanchwate. Le village est alors la propriété de l'évêché d'Augsbourg, ce qui sera le cas jusqu'en 1803.
En 1632, pendant la Guerre de Trente Ans, après la prise de Donauworth, le roi Gustave II Adolphe de Suède s'y installe quelque temps. Langweid est intégré au royaume de Bavière en 1803 et érigé en commune en 1818.
Situé sur la première ligne de chemin de fer de l'état bavarois, Langweid possède une gare dès 1844 et, en 1906, la construction d'un barrage sur la canal de la Lech permet les débuts de l'électrification.
Pendant la Guerre froide, un centre d'écoute militaire et de recherche de fréquences radios par antenne circulaire de type Wullenweber est installé au sud de la commune sur le site de la base aérienne de Gersthofen-Gablingen par l'armée américaine.
Les communes de Stettenhofen en 1972 et Achsheim en 1978 sont incorporées au territoire de Langweid.

## Démographie
| 1840 | 1871 | 1900  | 1925  | 1939  | 1950  | 1961  | 1970  | 1987  |
| ---- | ---- | ----- | ----- | ----- | ----- | ----- | ----- | ----- |
| 757  | 824  | 1 054 | 1 153 | 1 491 | 2 377 | 3 181 | 4 722 | 6 084 |

| 2000  | 2005  | 2009  | - | - | - | - | - | - |
| ----- | ----- | ----- | - | - | - | - | - | - |
| 7 108 | 7 678 | 7 362 | - | - | - | - | - | - |

## Lieux de culte

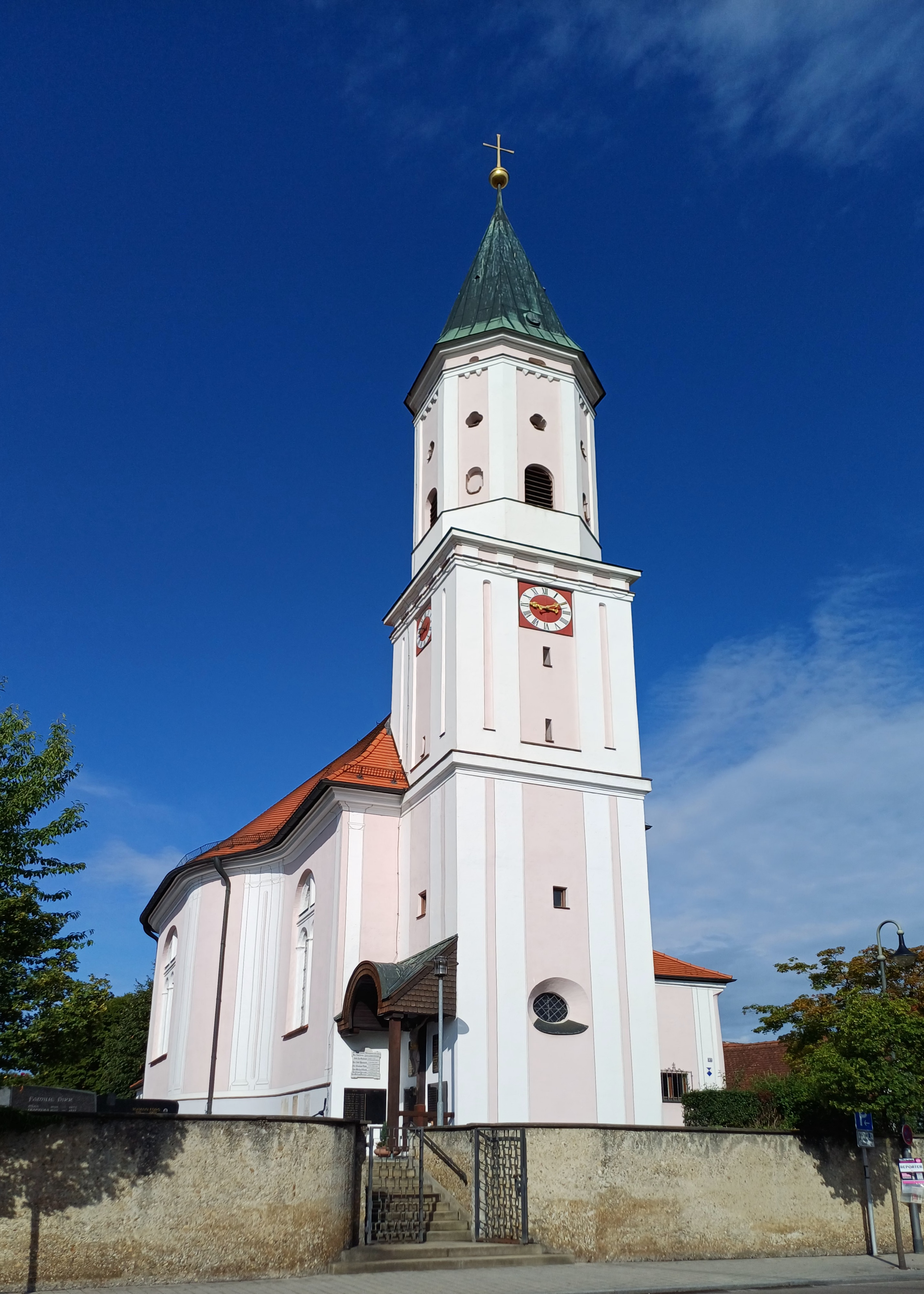
St Vitus, Langweid

- Langweid, église catholique, St Vitus.
- Stettenhofen, église évangélique luthérienne ;
- Stettenhofen, église catholique du Bon Berger ;
- Achsheim, église catholique Sts Pierre et Paul ;